# Gastropareza
Gastropareza (łac. gastroparesis, ang. weak stomach) – następstwo neuropatii autonomicznej polegające na zaburzeniu (spowolnieniu) opróżniania żołądka. Występuje u 4% populacji.

## Przyczyny
- cukrzyca
- zespoły po zakażeniach wirusowych
- anorexia nervosa
- wagotomia
- leki antycholinergiczne i narkotyczne
- amyloidoza
- sclerodermia
- choroba Parkinsona
- niedoczynność tarczycy
- nieznane (idiopatyczne)

## Objawy[1]
- zgaga
- mdłości
- wymioty niestrawioną treścią pokarmową
- uczucie pełności w nadbrzuszu
- utrata masy ciała i apetytu
- refluks żołądkowo-przełykowy

## Leczenie
Stosuje się różne metody lecznicze, początkowo zawsze należy jednak zmodyfikować czynniki, które mogą nasilać objawy, czyli np. poprawić kontrolę cukrzycy, unikać stosowania leków nasilających gastroparezę. Ważną częścią leczenia jest również stosowanie odpowiedniej diety opartej na płynach, które w sposób zdecydowanie szybszy ulegają pasażowi przez żołądek. Można także stosować leki:
- Metoklopramid[2],
- Erytromycyna[2] (zwiększa napięcie ściany żołądka, co ułatwia jego opróżnianie),
- Domperidon,
- Cizaprid,
- leki przeciwymiotne objawowo,
- leczenie operacyjne,
  - jejunostomia,
  - wszczepienie gastrostymulatora[2], który zmniejsza częstość mdłości i wymiotów,
  - wstrzyknięcie toksyny botulinowej w okolicę zwieracza odźwiernika[2]